# Пенье (Конаковский район)
Пенье — деревня в Конаковском районе Тверской области. Входит в состав Дмитровогорского сельского поселения.

## География
Находится в юго-восточной части Тверской области на расстоянии приблизительно 10 км на восток-юго-восток по прямой от районного центра города Конаково.

## История
Известна с 1806 года. В 1859 году здесь (деревня Корчевского уезда Тверской губернии) было учтено 4 двора.

## Население
Численность населения: 24 человека (1859 год), 43 (русские 96 %) в 2002 году, 16 в 2010.